# Beaulieu-en-Argonne
Beaulieu-en-Argonne ist eine französische Gemeinde mit 39 Einwohnern (Stand: 1. Januar 2022) im Département Meuse in der Region Grand Est (vor 2016: Lothringen). Sie gehört zum Arrondissement Bar-le-Duc und zum Kanton Dieue-sur-Meuse.

## Geographie
Beaulieu-en-Argonne liegt in der Naturlandschaft der Argonnen, etwa 81 Kilometer westsüdwestlich von Metz und etwa 27 Kilometer südwestlich von Verdun. Nachbargemeinden sind Les Islettes und Clermont-en-Argonne im Norden, Rarécourt im Norden und Nordosten, Froidos im Nordosten, Lavoye im Osten, Waly im Osten und Südosten, Foucaucourt-sur-Thabas im Südosten, Brizeaux im Süden, Éclaires und Passavant-en-Argonne im Süden und Südwesten, Villers-en-Argonne im Südwesten sowie Châtrices im Westen.

## Bevölkerungsentwicklung
| Jahr                       | 1962 | 1968 | 1975 | 1982 | 1990 | 1999 | 2006 | 2019 |
| Einwohner                  | 104  | 81   | 45   | 46   | 42   | 30   | 31   | 38   |
| Quellen: Cassini und INSEE |      |      |      |      |      |      |      |      |

## Sehenswürdigkeiten
- Kapelle St-Rouin, Pilgerstätte aus dem 19. Jahrhundert

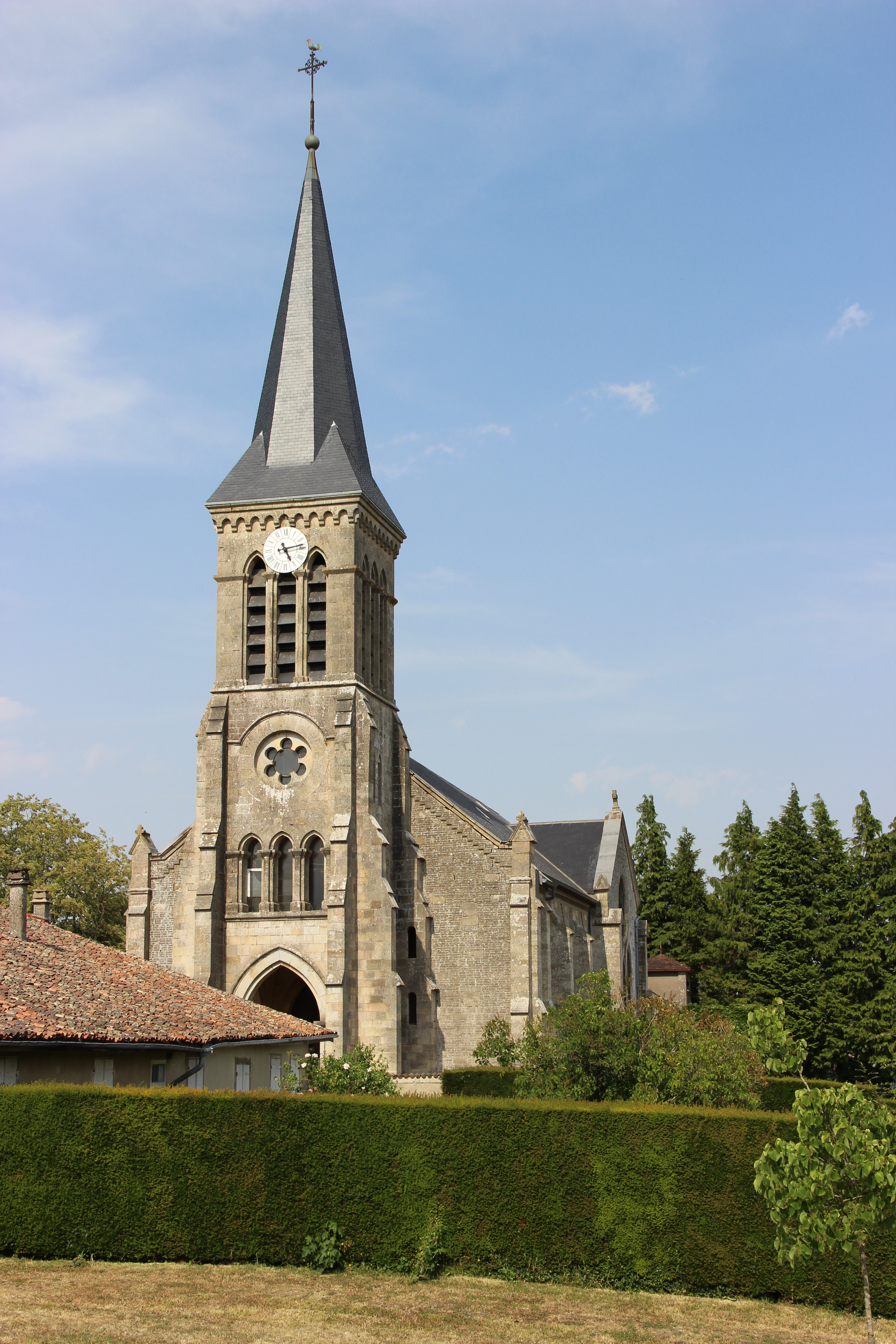
Kirche Saint-Rouin
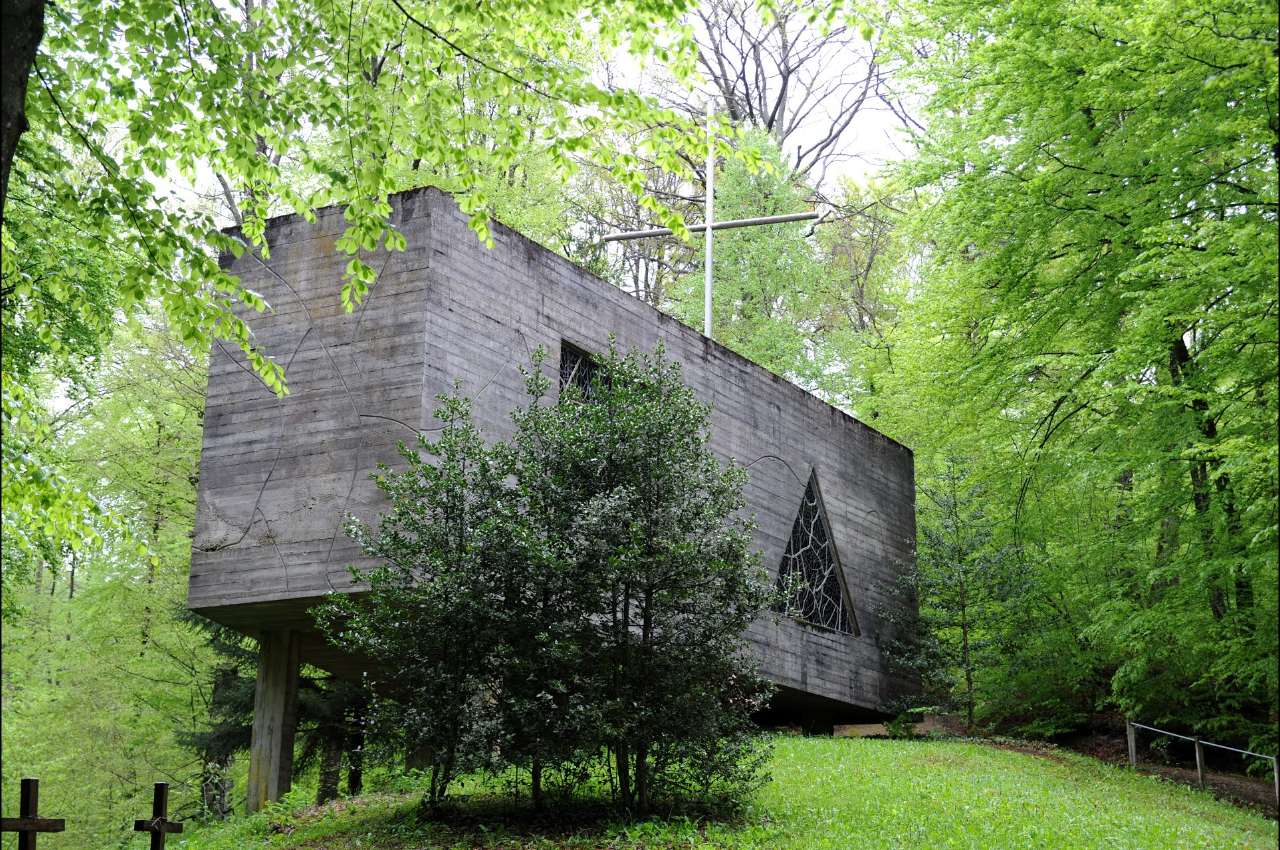
Kapelle Saint-Rouin